# 질링엄 FC
질링엄 FC(Gillingham Football Club)는 잉글랜드 켄트주 질링엄을 연고로 하는 축구 클럽이다.

## 성적
- 풋볼 리그 4부 우승 1회 (1963-64), 준우승 1회 (1973-74)
- 풋볼 리그 3부 준우승 1회 (1995-96)
- 풋볼 리그 2부 플레이오프 우승 1회 (1999-2000), 준우승 2회 (1986-87, 1998-99)
- 풋볼 리그 2 플레이오프 우승 1회 (2008-09)
- 풋볼 리그 2 우승 1회 (2012-13)
- 서던 풋볼 리그 우승 2회 (1946-47, 1948-49), 준우승 1회 (1947-48)
- 서던 풋볼 리그 2부 우승 1회 (1894-95)
- 서던 풋볼 리그 컵 우승 1회 (1946-47)
- 켄트 리그 우승 1회 (1945-46)
- 켄트 리그 컵 우승 1회 (1945-46)
- 켄트 시니어 컵 우승 2회 (1945-46, 1947-48), 준우승 4회 (1938-39, 1948-49, 1949-50, 1994-95)

## 선수 명단

### 현역
참고: FIFA 자격 규정에 따라 소속된 국가대표팀 국기를 표시합니다. 선수는 복수의 FIFA 비회원국 국적을 가지고 있을 수 있습니다.
| 번호 | 포지션 | 국적     | 이름          |
| ---- | ------ | -------- | ------------- |
| 4    | DF     | 아일랜드 | 코너 매스터슨 |
| 5    | DF     |          | 막스 에머     |
| 10   | MF     | 웨일스   | 조니 윌리엄스 |

| 번호 | 포지션 | 국적     | 이름          |
| ---- | ------ | -------- | ------------- |
| 22   | DF     | 아일랜드 | 샤드라흐 오지 |
| 38   | MF     |          | 티모시 디엥   |

## 역대 감독
| 감독        | 임기        |
| ----------- | ----------- |
| 토니 퓰리스 | 1995 ~ 1999 |